# Bộ Lễ
Bộ Lễ hay Lễ bộ (chữ Hán:禮部) là một cơ quan hành chính thời phong kiến tại các nước Đông Á như Trung Quốc, Việt Nam. Bộ Lễ được thiết lập từ thời kỳ nhà Bắc Chu trong giai đoạn Nam-Bắc triều tại Trung Quốc, tương đương với bộ thông tin - truyền thông, bộ văn hoá - thể thao - du lịch, bộ giáo dục - đào tạo và bộ ngoại giao ngày nay. Quan đứng đầu bộ Lễ là Lễ bộ thượng thư (hay thượng thư bộ Lễ), tương đương với bộ trưởng các bộ trên ngày nay.

## Lịch sử
Thời kỳ Tùy-Đường thì bộ Lễ là một trong sáu bộ của lục bộ. Công việc của bộ Lễ là kiểm tra cát lễ, gia lễ, quân lễ, tân lễ, hung lễ (ngũ lễ), kiêm cai quản học giáo, khoa cử, khảo thí cùng các công việc tiếp tân khách khứa ngoại quốc.
Trong bộ Lễ lập ra 4 ti, thời kỳ Minh-Thanh có:
- Nghi chế thanh lại ti, quản lý các công việc gia lễ, quân lễ và quản lý học vụ, khoa cử, khảo thí;
- Từ tế thanh lại ti, quản lý các công việc cát lễ, hung lễ;
- Chủ khách thanh lại ti, quản lý các công việc tân lễ và tiếp đón khách ngoại quốc;
- Tinh thiện thanh lại ti, quản lý các công việc diên hưởng (yến tiệc), lẫm hí (lương thực), sinh lao (vật nuôi).

Ngoài bốn ti nói trên, nhà Thanh còn có chú ấn cục cũng thuộc bộ Lễ, phụ trách công việc chế tạo bảo ấn của hoàng đế cùng các ấn tín của các quan viên, hội đồng tứ dịch quán, chủ quản việc tiếp đãi các phiên chúc, công sứ ngoại quốc cùng công việc phiên dịch. Năm Quang Tự thứ 32 (1906), nhà Thanh tuyên bố "phỏng hành hiến chánh", đưa thái thường tự (cơ quan quản lý việc tế tự tông miếu), quang lộc tự (cơ quan quản lý cỗ bàn, ăn uống), hồng lô tự (cơ quan quản lý nghi tiết hội nghị cung đình) vào bộ Lễ. Cơ cấu nội bộ của bộ Lễ lập thành chánh, tham nghị nhị sảnh, nghi chế, thái thường, quang lộc tam ti cùng lễ khí khố, lễ học quán. Năm Tuyên Thống thứ ba (1911), đổi bộ Lễ thành điển lễ viện, chuyên quản đàn miếu, lăng tẩm của triều đình và tu sửa lễ nhạc v.v.

## Các thời kỳ

### Nguyên-Mông
Thời kỳ đầu lập bộ Lễ với thượng thư 3 người hàm chánh tam phẩm, thị lang 2 người hàm chánh tứ phẩm, lang trung 2 người hàm tòng ngũ phẩm, viên ngoại lang 2 người hàm tòng lục phẩm. Năm Trung Thống thứ nhất (1260) thời Nguyên Thế Tổ lấy Lại, Hộ và Lễ làm tả tam bộ với thượng thư 2 người, thị lang 2 người, lang trung 4 người, viên ngoại lang 6 người. Năm Chí Nguyên thứ nhất (1271), tách Lại và Lễ ra thành Lại Lễ bộ với thượng thư 3 người, thị lang nhưng 2 người, lang trung nhưng 4 người, viên ngoại lang 4 người. Năm 1277, lập riêng bộ Lễ với thượng thư 3 người, thị lang 1 người, lang trung 2 người, viên ngoại lang 4 người. Năm 1278, tái lập Lại Lễ bộ với thượng thư, thị lang, lang trung mỗi chức 1 người, viên ngoại lang nhưng 2 người. Năm 1283, lại lập riêng bộ Lễ. Năm 1293 thì lục bộ thượng thư, thị lang, lang trung, viên ngoại lang mỗi chức 2 người. Năm Nguyên Trinh thứ nhất (1295) thời Nguyên Thành Tông, tăng thượng thư thêm 1 người. Trong bộ Lễ bao gồm chủ sự 2 người, Mông Cổ tất đồ xích 2 người, lệnh sử 19 người, Hồi Hồi lệnh sử 2 người, khiếp lý mã xích 1 người, tri ấn 2 người, tấu sai 12 người, điển lại 3 người.